# João Franzen de Lima
João Franzen de Lima (1898 — Belo Horizonte, 1994) foi um advogado, jurista civilista e professor de direito da Faculdade de Direito da Universidade de Minas Gerais.
Era filho de Bernardino de Lima e Esther Franzen de Lima. Formou-se em direito pela Faculdade de Direito de Minas Gerais em 1919. Publicou pela Editora Forense o "Curso de Direito Civil", foi um dos fundadores da União Democrática Nacional e um dos seus renomados membros em Minas Gerais. Em 1945 presidiu o Instituto dos Advogados de Minas Gerais. Foi Secretário de Fazenda de Minas Gerais em 1946 e logo nomeado Prefeito de Belo Horizonte de 21 de março de 1947 a 12 de dezembro de 1947. Foi um dos co-fundadores da Faculdade de Ciências Econômicas da Universidade de Minas Gerais juntamente com Carlos Horta Pereira, José Monteiro de Castro e outros, da qual foi diretor em 1941. Foi membro da Academia Mineira de Letras onde ocupou a cadeira n. 13, que tem como Patrono Xavier da Veiga, nela foi sucedido por Paulo Tarso Flecha de Lima. Foi um dos signatários do Manifesto dos Mineiros. Foi presidente  do Banco de Crédito Real de Minas Gerais, da CEMIG, da Sociedade Pestalozzi de Minas Gerais, Secretário de Estado das Finanças de Minas Gerais, Secretário do Interior e Justiça de Minas Gerais e vereador à Câmara Municipal de Belo Horizonte em duas legislaturas.
Escreveu:
- Curso de Direito Civil Brasileiro, Forense, 1984.
- Sociedade Pestalozzi de Minas Gerais. Belo Horizonte: SOCIEDADE PESTALOZZI, 1976. 24 p. (monografia)
- Conflito de leis no tempo. Revista Forense,vol 137 n 579/580 p 11 a 22 set/out 1951.